# Orientierungslauf-Weltcup 2009
Der Orientierungslauf-Weltcup 2009 war die 15. Auflage der internationalen Wettkampfserie im Orientierungslauf. Die Schweizer Daniel Hubmann und Simone Niggli-Luder sicherten sich die Gesamtsiege.
Ausgetragen wird er in vier Runden mit insgesamt neun Wettbewerben (drei Sprints, vier Mitteldistanzrennen und zwei Langdistanzrennen).

## Austragungsorte
| Runde | Wettkampf | Datum         | Austragungsort | Wettbewerb    | Bemerkung                 |
| ----- | --------- | ------------- | -------------- | ------------- | ------------------------- |
| 1     | 1         | 9. Juni       | Salo           | Mitteldistanz | Nordische Meisterschaften |
| 1     | 2         | 10. Juni      | Salo           | Sprint        | Nordische Meisterschaften |
| 2     | 3         | 26. Juni      | Fossum         | Mitteldistanz |                           |
| 2     | 4         | 27. Juni      | Fossum         | Langdistanz   |                           |
| 3     | 5         | 19. August    | Miskolc        | Mitteldistanz | Weltmeisterschaften       |
| 3     | 6         | 20. August    | Miskolc        | Sprint        | Weltmeisterschaften       |
| 3     | 7         | 23. August    | Miskolc        | Langdistanz   | Weltmeisterschaften       |
| 4     | 8         | 26. September | Zürich         | Mitteldistanz | Weltcup-Finale            |
| 4     | 9         | 27. September | Zürich         | Sprint        | Weltcup-Finale            |

## Punktevergabe
| Platzierung         | Punkte        |
| ------------------- | ------------- |
| 1.–2.–3.            | 100–80–60     |
| 4.–5.–6.            | 50–45–40      |
| 7.–8.–9.–10.        | 37–35–33–31   |
| 11.–12.–...–39.–40. | 30–29–...–2–1 |

In die Wertung kommen die fünf besten Resultate der Wettkämpfe 1 bis 7 sowie die Ergebnisse der Wettkämpfe 8 und 9.

## Herren
| Datum         | Ort     | Distanz | 1. Platz          | 2. Platz          | 3. Platz          | Anmerkungen                 |
| ------------- | ------- | ------- | ----------------- | ----------------- | ----------------- | --------------------------- |
| 9. Juni       | Salo    | Mittel  | Peter Öberg       | Thierry Gueorgiou | Walentin Nowikow  | 6,0 km                      |
| 10. Juni      | Salo    | Sprint  | Daniel Hubmann    | Andrei Chramow    | Thierry Gueorgiou | 3,0 km                      |
| 26. Juni      | Fossum  | Mittel  | Carl Waaler Kaas  | Peter Öberg       | Anders Nordberg   |                             |
| 27. Juni      | Fossum  | Lang    | Martin Johansson  | Emil Wingstedt    | Anders Nordberg   |                             |
| 19. August    | Miskolc | Mittel  | Thierry Gueorgiou | Daniel Hubmann    | Matthias Merz     | 6,57 km, 275 Hm, 25 Posten  |
| 20. August    | Miskolc | Sprint  | Andrei Chramow    | Fabian Hertner    | Daniel Hubmann    | 3,15 km, 125 Hm, 22 Posten  |
| 23. August    | Miskolc | Lang    | Daniel Hubmann    | Thierry Gueorgiou | Mikhail Mamleev   | 17,55 km, 750 Hm, 33 Posten |
| 26. September | Zürich  | Mittel  | Daniel Hubmann    | Mikhail Mamleev   | David Andersson   |                             |
| 27. September | Zürich  | Sprint  | Daniel Hubmann    | David Schneider   | Andrei Chramow    |                             |

## Damen
| Datum         | Ort     | Distanz | 1. Platz            | 2. Platz               | 3. Platz                     | Anmerkungen                 |
| ------------- | ------- | ------- | ------------------- | ---------------------- | ---------------------------- | --------------------------- |
| 9. Juni       | Salo    | Mittel  | Helena Jansson      | Marianne Andersen      | Minna Kauppi                 | 5,2 km                      |
| 10. Juni      | Salo    | Sprint  | Minna Kauppi        | Anne Margrethe Hausken | Marianne Andersen            | 2,8 km                      |
| 26. Juni      | Fossum  | Mittel  | Minna Kauppi        | Marianne Andersen      | Helena Jansson               |                             |
| 27. Juni      | Fossum  | Lang    | Minna Kauppi        | Siri Ulvestad          | Liisa Anttila Caroline Cejka |                             |
| 19. August    | Miskolc | Mittel  | Dana Brožková       | Marianne Andersen      | Simone Niggli-Luder          | 5,34 km, 235 Hm, 22 Posten  |
| 20. August    | Miskolc | Sprint  | Helena Jansson      | Linnea Gustafsson      | Simone Niggli-Luder          | 2,62 km, 105 Hm, 18 Posten  |
| 23. August    | Miskolc | Lang    | Simone Niggli-Luder | Marianne Andersen      | Minna Kauppi                 | 11,79 km, 490 Hm, 27 Posten |
| 26. September | Zürich  | Mittel  | Simone Niggli-Luder | Helena Jansson         | Dana Brožková                |                             |
| 27. September | Zürich  | Sprint  | Simone Niggli-Luder | Anne Margrethe Hausken | Marianne Andersen            |                             |

## Gesamtwertung
| Herren | Herren | Herren            | Herren |
| Platz  | Land   | Athlet            | Punkte |
| ------ | ------ | ----------------- | ------ |
| 1      | SUI    | Daniel Hubmann    | 680    |
| 2      | FRA    | Thierry Gueorgiou | 465    |
| 3      | SWE    | Peter Öberg       | 368    |
| 4      | RUS    | Andrei Chramow    | 346    |
| 5      | SUI    | Matthias Merz     | 332    |
| 6      | SUI    | Fabian Hertner    | 314    |
| 7      | SWE    | Emil Wingstedt    | 298    |
| 8      | SWE    | Anders Nordberg   | 279    |
| 9      | SUI    | Matthias Müller   | 271    |
| 10     | NOR    | Olav Lundanes     | 267    |

| Damen | Damen | Damen                  | Damen  |
| Platz | Land  | Athletin               | Punkte |
| ----- | ----- | ---------------------- | ------ |
| 1     | SUI   | Simone Niggli-Luder    | 630    |
| 2     | NOR   | Marianne Andersen      | 553    |
| 3     | SWE   | Helena Jansson         | 425    |
| 4     | FIN   | Minna Kauppi           | 420    |
| 5     | NOR   | Anne Margrethe Hausken | 402    |
| 6     | DEN   | Signe Søes             | 290    |
| 7     | SWE   | Linnea Gustafsson      | 267    |
| 8     | CZE   | Dana Brožková          | 250    |
| 9     | CZE   | Eva Juřeníková         | 232    |
| 10    | FIN   | Bodil Holmström        | 309    |

### Runde 1
- World Cup 2009 Round 1 IOF

### Runde 2
- World Cup 2009 Round 2 IOF

### Runde 3
- World Cup 2009 Round 3 IOF

### Runde 4
- World Cup 2009 Round 4 IOF